# Juan Solano Pedrero
Juan Solano Pedrero (Valdefuentes,     Cáceres, 26 de diciembre de 1919 - Málaga, 23 de abril de 1992) conocido como El maestro Solano, fue un músico español, autor de coplas y otros géneros de música popular.

## Trayectoria artística
Estudió en el Conservatorio de Sevilla. Finalizada la Guerra Civil, Miguel de Molina que vivía en Cáceres conoció a Juan Solano y fue él quien le recomendó que enviase sus músicas a Concha Piquer. Cuentan que al recibirlas, la gran cantante dijo ante los músicos Quintero, León y Quiroga: La música que quiero para mi espectáculo es la de Solano. Se trasladó a Madrid donde colaboró con los escritores Ochaíta y Xandro Valerio. Triunfaron creando canciones tan populares como El Porompompero, cantado por generaciones de españoles. Compuso tmabién temas como Doce cascabeles, Cinco farolas, La niña de Punta Umbría y Cría cuervos. En colaboración con el poeta y letrista Rafael de León también compuso Esclava de tu amor, Tengo miedo, Un clavel o Pastora Imperio, entre otras.
Fue autor de bandas sonoras de películas, entre otras: El último cuplé, Bienvenido, Mister Marshall, Carmen la de Ronda o La Tirana.
Falleció en Málaga por una insuficiencia cardíaca y fue enterrado en el cementerio de Benalmádena. Juan Solano es hijo predilecto de la ciudad de Cáceres desde el año 1984 y una gran avenida lleva su nombre en la barriada del Nuevo Cáceres.

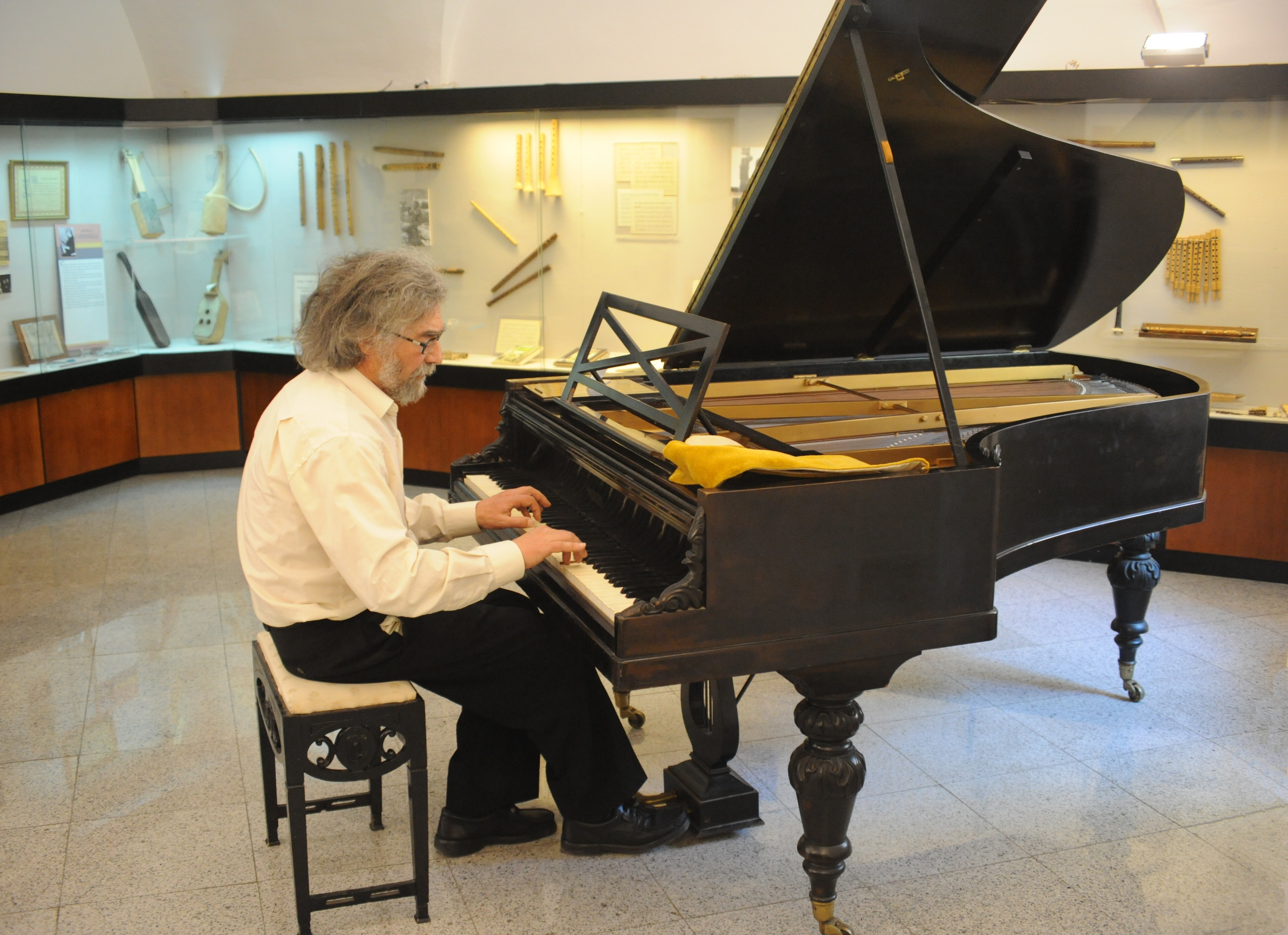
Miguel Herrero Uceda al piano del maestro Solano